# Psychonauts
Pour les articles homonymes, voir Psychonaut.
 (octobre 2019).
Si vous disposez d'ouvrages ou d'articles de référence ou si vous connaissez des sites web de qualité traitant du thème abordé ici, merci de compléter l'article en donnant les références utiles à sa vérifiabilité et en les liant à la section « Notes et références ».
Psychonauts est un jeu de plates-formes développé par Double Fine Productions et édité par Majesco, sorti en 2005 sur Xbox, PlayStation 2, Microsoft Windows, et en 2007 sur le marketplace de la Xbox 360. Une version Linux est sortie en 2012, portée par icculus, et diffusée via l'Humble Indie Bundle V.
Premier jeu de Double Fine Productions, une compagnie créée en juillet 2000 par Tim Schafer, reconnu pour son travail sur de grands classiques du jeu d'aventure de LucasArts, dont le dernier est Grim Fandango.
Le jeu glane le BAFTA Games Awards 2006 de la meilleure distribution vocale[réf. nécessaire]. Il connait deux suites : le jeu en réalité virtuelle Psychonauts in the Rhombus of Ruin (en) (2017) et Psychonauts 2 (2021).

## Scénario
Razputin est un enfant doté de pouvoirs surnaturels qui s'échappe du cirque familial où il se sent rejeté par son père qui déteste les pouvoirs psychiques. Il s'invite alors dans une colonie de vacances qui a pour but de former des jeunes enfants à devenir des Psychonauts, c'est-à-dire des soldats de l'esprit. Peu à peu, il s'aperçoit que tout ne tourne pas rond dans la colonie, et qu'un complot est mis sur pied par l'un des professeurs pour diriger le monde : ce dernier vole les cerveaux d'enfants pour se fabriquer un char psychique. C'est avec l'aide (au départ) des agents Nein et Vodello, puis de l'agent Cruller, que Raz doit empêcher ce plan diabolique de toucher à sa fin et de sauver la colonie, ainsi que le monde. 
Le scénario joue beaucoup sur l'humour, dans les dialogues ou dans les situations, avec par exemple des niveaux situés dans l'esprit d'un monstre marin (plaçant dans la peau d'un monstre géant dans une ville) ou dans celui d'un descendant de Napoléon traumatisé par ce dernier (où l'on doit jouer une bataille contre l'empereur) ou encore prenant place dans une banlieue où les espions sont partout.

## Système de jeu
Le joueur dirige un personnage nommé Razputin (raccourci en « Raz ») dans un jeu de plate-forme 3D, il peut sauter, faire un double saut, frapper à coups de poing et faire des attaques psychiques à distance. Il apparaît sur une carte principale et pénètre au fil du scénario le cerveau de différents personnages, chaque personnage représentant un niveau distinct, à l'ambiance, aux décors et aux actions à effectuer particuliers.
Au fur et à mesure du jeu, le personnage débloque de nouveaux pouvoirs, les pointes de flèche servent par exemple à acheter des pouvoirs, et les bribes de souvenirs (des silhouettes presque transparentes), lorsque cent d'entre elles sont trouvées, à progresser d'un rang de cadet PSY, donnant accès à de nouveaux objets ou améliorant les pouvoirs. Le joueur est en effet poussé à explorer les niveaux à la recherche de bonus permettant d'améliorer les pouvoirs ou d'en savoir plus sur les personnages. Ces bonus sont tous en rapport avec le monde psychique, avec notamment des bribes de souvenirs à retrouver, des bagages émotionnels à découvrir et des toiles mentales obstruant l'esprit à aspirer, ce qui ajoute indéniablement à l'humour.

## Développement
L'idée du projet débute lors du développement du jeu Full Throttle, où Tim Schafer a imaginé une séquence durant laquelle le protagoniste Ben subit une expérience psychédélique en prenant du peyotl. La séquence n'a pas été gardée.

## Personnages
- Razputin dit Raz : le héros, dirigé par le joueur. Il s'est enfui de chez lui pour venir s'entraîner aux pouvoirs PSY.
- Lili Zanotto : sa petite copine...mais il ne faut pas le dire.
- Coach Morceau « Moory » Oléander : un Patton en miniature...petit mais costaud
- Ford Cruller : le concierge schtarbé du camp, qui n'est pas ce qu'il semble être…
- Sasha Nein : un agent froid et méthodique
- Milla Vodello : une agent chaleureuse et excentrique...tout le contraire de l'agent Nein.
- Boyd Cooper : il est le gardien, il a suivi la formation mais il est également le laitier.

## Postérité

### Suites
En 2015, Double Fine Productions annonce le jeu en réalité virtuelle Psychonauts in the Rhombus of Ruin (en) qui fait directement suite au premier volet. Le jeu sort en février 2017 sur le PlayStation VR, puis en avril 2018 sur l'Oculus Rift et le HTC Vive,.
Durant les The Game Awards 2015, Double Fine Productions annonce Psychonauts 2. Le jeu sort le 25 août 2021 sur Microsoft Windows, PlayStation 4, Xbox One et Xbox Series.

### Dans d'autres jeux
Dans Alice : Retour au pays de la folie (2011), on peut trouver le squelette de Raz, avec son casque, dans la même pose que sur la jaquette de Psychonauts. 

## Distribution

### Voix originales
- Richard Steven Horvitz : Razputin Aquato
- Nicki Rapp : Lili Zanotto
- Stephen Stanton : Sasha Nein, Bonita Soleil
- Alexis Lezin : Milla Vodello
- Nick Jameson : Coach Oleander, Dr. Loboto, Pokeylope
- Nika Futterman : Dogen Boole
- David Kaye : Ford Crueller, Hulking Lungfish, Officer O'Lungfish
- Doug Giorgis : Bobby Zilch
- Bill Tanzer : Benny « The Nose » Fideleo
- Clem Foote : Andy Morris
- Collen O'Shaughnessey : Crystal Flowers Snagrash, Nils Lutefisk
- Brett Walter : Maloof Canola, Kitty Bubai, Chloe Barge
- Mark Ivanir : Mikhail Bulgakov
- Victoria Hoffman : Elka Doom
- Jeannie Elias : JT Hoofburger
- Ogie Banks ; Chops Sweetwind
- Cristina Pucelli : Elton Fir
- Crystal Scales : Phoebe Love
- Sherrie Jackson : Quentin Hedgemouse
- Jessica DiCicco : Franke Athens
- Faith Abrahams : Vernon Tripe
- Lara Jill Miller : Milka Phage
- Armin Shimerman : Augustus Aquato
- Alan Blumenfeld : Boyd Cooper
- Jerry DeCapua : Edgar Teglee
- Roberta Callahan : Gloria Von Gouten
- Andre Sogliuzzo : Fred, Napoleon Bonaparte
- Tara Strong : Sheegor
- Dwight Schultz : Cripin Whytehead
- Ginny Westcott : Lungfish Mom, Den Mother
- Josh Keaton : Dingo Inflagrante/The Matador
- Steve Blum : G-Men, Tiger
- Zoe Galvez : Becky Houndstooth
- Joe Paulino : Jasper Rolls
- Warren Burton : St. Bernard
- Peter Dennis : Collie
- Matthew Kaminsky : Dalmatian
- Andy Valvur : Bulldog
- Josh Blake : Wrestling Announcer, Cobra
- David Boat : Dragon, Eagle

Source

### Voix françaises
- Donald Reignoux : Razputin Aquato
- Nathalie Homs : Lili Zanotto, Milla Vodello, Maloof Canola
- Luc Bernard : Sasha Nein
- Lorenzo Pancino : Bonita Soleil, Méchant père, Bon père
- Martial Le Minoux : Coach Oléander, Quentin Hedgemouse
- Claire Guyot : Dogen Boole, Fleur de scène, Chardon de scène
- Jean-Claude Donda : Ford Cruller
- Emmanuel Garijo : Bobby Zilch, J.T. Hoofburger, Vernon Tripe, Clem Foote, Baby Oly
- Emmanuel Rausenberger : Benny "The Nose" Fideleo, Fleur tête, Chardon tête
- Laurence Breheret : Crystal Flowers Snagrash, Lampita, Cheftaine
- Caroline Pascal : Kitty Bubai, Phoebe Love, Arc-en-fiel
- Bernard Louvrier : Mikhail Bulgakov, Habitant enfant, Habitant adulte
- Sabrina Leurquin : Elka Doom, Chloé Barge
- Damien Laquet : Chops Sweetwind, Fred
- Laurence Dumortier : Elton Fir, Gloria Von Glouton
- Muriel Biville : Franke Athens
- Laurence Crouzet : Milka Phage, Danseuse, Lady dipneuste
- Bernard Bollet : Boyd Cooper
- Marc Alfos : Edgar Teglee, G-Men
- Sybille Tureau : Igra, Becky Houndstooth
- Xavier Fagnon : Crispin Whytehead, Matador, Dingo Inflagrante, Charpentier
- Michel Barbey : St. Bernard
- Magali Barney : Nils Lutefisk, Habitante adulte, Habitante enfant
- Cédric Bineau : Paysan 1, Milicient 1, Insurgé 4
- Patrick Borg : Insurgé 1, Paysan 3, Dipneuste, Commentateur
- Hervé Caradec : Colley, Habitant dipneuste aléatoire
- Pierre-Alain de Garrigues : Napoléon Bonaparte
- Brigitte Guedj : Fleur grenouille, Chardon grenouille
- Xavier Lefebvre : Insurgé 3, Escargots 1 et 2
- Sylvain Lemarié : Paysan 2, Petitpas, Insurgé 2, Tigre, Policier O'Dipneuste
- Gilbert Lévy : Dr. Loboto
- Gérard Loussine : Dalmatien, soldat, danseur
- Christian Pelissier : Chevalier, Bouledogue, Boucher, Dragon
- Marc Saez : Jasper Rolls, Fantôme, Cobra
- Villeval Danielle : Arc-en-fiel 2, Betty